# Ternas
Ternas (Nederlands: Ternast) is een gemeente in het Franse departement Pas-de-Calais (regio Hauts-de-France) en telt 118 inwoners (1999). De plaats maakt deel uit van het arrondissement Arras.
De oude Vlaamse naam (12e eeuw) van het dorp was Ternast (in het Ternaasland).

## Geografie
De oppervlakte van Ternas bedraagt 2,5 km², de bevolkingsdichtheid is 47,2 inwoners per km².
De onderstaande kaart toont de ligging van Ternas met de belangrijkste infrastructuur en aangrenzende gemeenten.

## Demografie
Onderstaande figuur toont het verloop van het inwonertal (bron: INSEE-tellingen).